# Ngày Sức khỏe Thế giới
Ngày Sức khoẻ Thế giới hay là Ngày Y tế Thế giới, viết tắt là WHD (World Health Day) là được tổ chức vào ngày 7 tháng 4 hàng năm, dưới sự bảo trợ của Tổ chức Y tế Thế giới (WHO).
Năm 1948, WHO lần đầu tiên tổ chức Hội nghị Y tế Thế giới. Hội nghị này đã quyết định bắt đầu từ năm 1950 lấy ngày 7 tháng 4 hàng năm làm ngày Sức khỏe Thế giới. Ngày Sức khỏe Thế giới ra đời để kỷ niệm việc thành lập WHO và được tổ chức này xem như một cơ hội để thu hút toàn thế giới hằng năm quan tâm đến sức khỏe toàn cầu, một chủ đề vô cùng quan trọng. Vào ngày này, WHO tổ chức các sự kiện quốc tế, khu vực và địa phương liên quan đến một chủ đề nhất định.
Ngày Sức khoẻ Thế giới là một trong tám chiến dịch y tế công cộng toàn cầu chính thức của Tổ chức Y tế Thế giới (WHO), cùng với Ngày Lao Thế giới, Ngày Hiến Máu Thế giới, Tuần lễ Tiêm chủng Thế giới, Ngày Sốt rét Thế giới, Ngày Thế giới không thuốc lá, Ngày Viêm gan Thế giới và Ngày AIDS thế giới.

## Chủ đề Ngày Sức khỏe Thế giới từng năm
- 2019: Môi trường lành mạnh cho trẻ em[3]
- 2018: Bảo hiểm y tế toàn dân[4]
- 2017: "Hãy cùng trò chuyện" để phòng, chống trầm cảm.[5]
- 2016: Ngăn chặn sự gia tăng: đánh bại bệnh tiểu đường
- 2015: An toàn thực phẩm
- 2014: bệnh Vector-borne (Vật trung gian truyền bệnh): vết cắn nhỏ, mối đe dọa lớn
- 2013: Nhịp tim khỏe mạnh, huyết áp khỏe mạnh
- 2012: Sức khỏe tốt kéo dài tuổi thọ
- 2011: Kháng khuẩn: không hành động hôm nay, không thuốc trị ngày mai
- 2010: Đô thị hóa và sức khỏe: làm thành phố mạnh khỏe hơn
- 2009: Cứu sống, làm cho bệnh viện an toàn trong trường hợp khẩn cấp
- 2008: Bảo vệ sức khỏe trước tác động của biến đổi khí hậu
- 2007: An ninh y tế quốc tế
- 2006: Hợp tác vì sức khỏe
- 2005: Hãy quan tâm tới mỗi bà mẹ và trẻ em[6]
- 2004: An toàn giao thông đường bộ
- 2003: Tạo dựng tương lai cuộc sống: Môi trường khỏe mạnh cho trẻ em
- 2002: Đi tới sức khỏe
- 2001: Sức khỏe tâm thần
- 2000: Truyền máu an toàn bắt đầu từ mỗi cá nhân
- 1999: Active Aging Makes the Difference
- 1998: Bà mẹ an toàn
- 1997: Các bệnh truyền nhiễm mới
- 1996: Thành phố khỏe mạnh hơn cho cuộc sống tốt hơn
- 1995: Thanh toán bệnh bại liệt trên toàn cầu